# San Giovanni Suergiu
San Giovanni Suergiu là một đô thị ở tỉnh Sud Sardegna trong vùng Sardegna, có cự ly khoảng 50 km về phía tây của Cagliari và khoảng 4 km về phía nam của Carbonia. Tại thời điểm ngày 31 tháng 12 năm 2004, đô thị này có dân số 6.075 người và diện tích là 70,6 km².
Đô thị San Giovanni Suergiu có các frazioni (các đơn vị trực thuộc, chủ yếu là các làng) is Urigus, is Loccis, Palmas, Matzaccara, is Loccis Santus, is Cordeddas, và Funtannona.
San Giovanni Suergiu giáp các đô thị: Carbonia, Giba, Portoscuso, Sant'Antioco, Tratalias.